# Repêchage d'entrée dans la LNH 2007
2006 2008
Le Repêchage d'entrée dans la LNH 2007 fut le 45e repêchage d'entrée de l'histoire de la Ligue nationale de hockey. Il a été présenté au Nationwide Arena, situé dans la ville de Columbus en Ohio aux États-Unis le soir du 22 juin 2007 pour le 1er tour et le 23 juin 2007 pour les autres tours,.
L'ordre de sélection pour les 14 premiers choix a été décidé par une loterie qui a eu lieu le 10 avril. Les Blackhawks de Chicago ont remporté ce tirage qui leur a permis de choisir en premier, devant les Flyers de Philadelphie, moins bonne équipe de la saison 2006-2007.

## Le repêchage

### 1ertour
| Rang | Joueur              | Position | Nationalité        | Équipe LNH                | Repêché de                                       |
| ---- | ------------------- | -------- | ------------------ | ------------------------- | ------------------------------------------------ |
| 1    | Patrick Kane        | AD       | États-Unis         | Blackhawks de Chicago     | Knights de London (LHO)                          |
| 2    | James Van Riemsdyk  | AG       | États-Unis         | Flyers de Philadelphie    | Programme de développement des États-Unis (NAHL) |
| 3    | Kyle Turris         | C        | Canada             | Coyotes de Phoenix        | Express de Burnaby (LHCB)                        |
| 4    | Thomas Hickey       | D        | Canada             | Kings de Los Angeles      | Thunderbirds de Seattle (LHOu)                   |
| 5    | Karl Alzner         | D        | Canada             | Capitals de Washington    | Hitmen de Calgary (LHOu)                         |
| 6    | Sam Gagner          | C/A      | Canada             | Oilers d'Edmonton         | Knights de London (LHO)                          |
| 7    | Jakub Voráček       | AD       | République tchèque | Blue Jackets de Columbus  | Mooseheads d'Halifax (LHJMQ)                     |
| 8    | Zach Hamill         | C        | Canada             | Bruins de Boston          | Silvertips d'Everett (LHOu)                      |
| 9    | Logan Couture       | C        | Canada             | Sharks de San José        | 67 d'Ottawa (LHO)                                |
| 10   | Keaton Ellerby      | D        | Canada             | Panthers de la Floride    | Blazers de Kamloops (LHOu)                       |
| 11   | Brandon Sutter      | C/AD     | Canada             | Hurricanes de la Caroline | Rebels de Red Deer (LHOu)                        |
| 12   | Ryan McDonagh       | D        | États-Unis         | Canadiens de Montréal     | Cretin-Derham Hall HS (USHS)                     |
| 13   | Lars Eller          | C/A      | Danemark           | Blues de Saint-Louis      | Frölunda HC (Elitserien)                         |
| 14   | Kevin Shattenkirk   | D        | États-Unis         | Avalanche du Colorado     | Programme de développement des États-Unis (NAHL) |
| 15   | Alex Plante         | D        | Canada             | Oilers d'Edmonton         | Hitmen de Calgary (LHOu)                         |
| 16   | Colton Gillies      | C        | Canada             | Wild du Minnesota         | Blades de Saskatoon (LHOu)                       |
| 17   | Alekseï Tcherepanov | AD       | Russie             | Rangers de New York       | Avangard Omsk (Superliga)                        |
| 18   | Ian Cole            | D        | États-Unis         | Blues de Saint-Louis      | Programme de développement des États-Unis (NAHL) |
| 19   | Logan MacMillan     | C        | Canada             | Ducks d'Anaheim           | Mooseheads d'Halifax (LHJMQ)                     |
| 20   | Angelo Esposito     | C        | Canada             | Penguins de Pittsburgh    | Remparts de Québec (LHJMQ)                       |
| 21   | Riley Nash          | C        | Canada             | Oilers d'Edmonton         | Silverbacks de Salmon Arm (BCHL)                 |
| 22   | Max Pacioretty      | AG       | États-Unis         | Canadiens de Montréal     | Musketeers de Sioux City (USHL)                  |
| 23   | Jonathon Blum       | D        | États-Unis         | Predators de Nashville    | Giants de Vancouver (LHOu)                       |
| 24   | Mikael Backlund     | C        | Suède              | Flames de Calgary         | VIK Västerås HK (Allsvenskan)                    |
| 25   | Patrick White       | C        | États-Unis         | Canucks de Vancouver      | Storm de Tri-City (USHL)                         |
| 26   | David Perron        | AG       | Canada             | Blues de Saint-Louis      | Maineiacs de Lewiston (LHJMQ)                    |
| 27   | Brendan Smith       | D        | Canada             | Red Wings de Détroit      | Buzzers de St. Michael's Buzzers (LHJPO)         |
| 28   | Nick Petrecki       | D        | États-Unis         | Sharks de San José        | Lancers d'Omaha (USHL)                           |
| 29   | Jim O'Brien         | C        | États-Unis         | Sénateurs d'Ottawa        | Golden Gophers du Minnesota (WCHA)               |
| 30   | Nick Ross           | D        | Canada             | Coyotes de Phoenix        | Pats de Regina (LHOu)                            |

### 2etour
| Rang | Joueur              | Position | Nationalité        | Équipe LNH               | Repêché de                                       |
| ---- | ------------------- | -------- | ------------------ | ------------------------ | ------------------------------------------------ |
| 31   | T.J. Brennan        | D        | États-Unis         | Sabres de Buffalo        | Fog Devils de Saint-Jean (LHJMQ)                 |
| 32   | Brett MacLean       | AG       | Canada             | Coyotes de Phoenix       | Generals d'Oshawa (LHO)                          |
| 33   | Taylor Ellington    | D        | Canada             | Canucks de Vancouver     | Silvertips d'Everett (LHOu)                      |
| 34   | Josh Godfrey        | D        | Canada             | Capitals de Washington   | Greyhounds de Sault Ste. Marie (LHO)             |
| 35   | Tommy Cross         | D        | États-Unis         | Bruins de Boston         | Westminster H.S. (USHS)                          |
| 36   | Joel Gistedt        | G        | Suède              | Coyotes de Phoenix       | Frölunda HC (Elitserien)                         |
| 37   | Stefan Legein       | AD       | Canada             | Blues de Saint-Louis     | IceDogs de Mississauga (LHO)                     |
| 38   | Billy Sweatt        | AG       | États-Unis         | Blackhawks de Chicago    | Tigers de Colorado College (WCHA)                |
| 39   | Simon Hjalmarsson   | AD       | Suède              | Blues de Saint-Louis     | Frölunda HC jr (Suède)                           |
| 40   | Michal Řepík        | AD       | République tchèque | Panthers de la Floride   | Giants de Vancouver (LHOu)                       |
| 41   | Kevin Marshall      | D        | Canada             | Flyers de Philadelphie   | Maineiacs de Lewiston (LHJMQ)                    |
| 42   | Eric Tangradi       | C        | États-Unis         | Ducks d'Anaheim          | Bulls de Belleville (LHO)                        |
| 43   | Pernell-Karl Subban | D        | Canada             | Canadiens de Montréal    | Bulls de Belleville (LHO)                        |
| 44   | Aaron Palushaj      | AD       | États-Unis         | Blues de Saint-Louis     | Buccaneers de Des Moines (USHL)                  |
| 45   | Colby Cohen         | D        | États-Unis         | Avalanche du Colorado    | Stars de Lincoln (USHL)                          |
| 46   | Theo Ruth           | D        | États-Unis         | Capitals de Washington   | Programme de développement des États-Unis (NAHL) |
| 47   | Dana Tyrell         | C/AD     | Canada             | Lightning de Tampa Bay   | Cougars de Prince George (LHOu)                  |
| 48   | Antoine Lafleur     | G        | Canada             | Rangers de New York      | Rocket de l'Île-du-Prince-Édouard (LHJMQ)        |
| 49   | Trevor Cann         | G        | Canada             | Avalanche du Colorado    | Petes de Peterborough (LHO)                      |
| 50   | Nico Sacchetti      | C        | États-Unis         | Stars de Dallas          | Virginia H.S. (USHS)                             |
| 51   | Keven Veilleux      | C        | Canada             | Penguins de Pittsburgh   | Tigres de Victoriaville (LHJMQ)                  |
| 52   | Oscar Möller        | C        | Suède              | Kings de Los Angeles     | Bruins de Chilliwack (LHOu)                      |
| 53   | Will Weber          | D        | États-Unis         | Blue Jackets de Columbus | Gaylord H.S. (USHS)                              |
| 54   | Jeremy Smith        | G        | États-Unis         | Predators de Nashville   | Whalers de Plymouth (LHO)                        |
| 55   | T.J. Galiardi       | AD/AG    | Canada             | Avalanche du Colorado    | Big Green de Dartmouth (ECAC)                    |
| 56   | Akim Aliu           | C/AD     | Canada Ukraine     | Blackhawks de Chicago    | Wolves de Sudbury (LHO)                          |
| 57   | Mike Hoeffel        | AD/AG    | États-Unis         | Devils du New Jersey     | Programme de développement des États-Unis (NAHL) |
| 58   | Nick Spaling        | C        | Canada             | Predators de Nashville   | Rangers de Kitchener (LHO)                       |
| 59   | Drew Schiestel      | D        | Canada             | Sabres de Buffalo        | IceDogs de Mississauga (LHO)                     |
| 60   | Ruslan Bashkirov    | AG       | Russie             | Sénateurs d'Ottawa       | Remparts de Québec (LHJMQ)                       |
| 61   | Wayne Simmonds      | AD       | Canada             | Kings de Los Angeles     | Attack d'Owen Sound (LHO)                        |

### 3etour
| Rang | Joueur               | Position | Nationalité | Équipe LNH                | Repêché de                                          |
| ---- | -------------------- | -------- | ----------- | ------------------------- | --------------------------------------------------- |
| 62   | Mark Katic           | D        | Canada      | Islanders de New York     | Sting de Sarnia (LHO)                               |
| 63   | Maxime Macenauer     | C        | Canada      | Ducks d'Anaheim           | Huskies de Rouyn-Noranda (LHJMQ)                    |
| 64   | Sergueï Korostine    | AD       | Russie      | Stars de Dallas           | HK Dinamo Moscou (Superliga)                        |
| 65   | Olivier Fortier      | C        | Canada      | Canadiens de Montréal     | Océanic de Rimouski (LHJMQ)                         |
| 66   | Garrett Klotz        | AG       | Canada      | Flyers de Philadelphie    | Blades de Saskatoon (LHOu)                          |
| 67   | Spencer Machacek     | AD       | Canada      | Thrashers d'Atlanta       | Giants de Vancouver (LHOu)                          |
| 68   | Jake Hansen          | A        | États-Unis  | Blue Jackets de Columbus  | Stampede de Sioux Falls (USHL)                      |
| 69   | Maxime Tanguay       | C        | Canada      | Blackhawks de Chicago     | Océanic de Rimouski (LHJMQ)                         |
| 70   | John Negrin          | D        | Canada      | Flames de Calgary         | Ice de Kootenay (LHOu)                              |
| 71   | Ievgueni Dadonov     | AD       | Russie      | Panthers de la Floride    | Traktor Tcheliabinsk (Superliga)                    |
| 72   | Drayson Bowman       | C/AG     | États-Unis  | Hurricanes de la Caroline | Chiefs de Spokane (LHOu)                            |
| 73   | Yannick Weber        | D        | Suisse      | Canadiens de Montréal     | Rangers de Kitchener (LHO)                          |
| 74   | Dale Mitchell        | AD       | Canada      | Maple Leafs de Toronto    | Generals d'Oshawa (LHO)                             |
| 75   | Luca Cunti           | C/AG     | Suisse      | Lightning de Tampa Bay    | GCK Lions (LNB)                                     |
| 76   | Jason Gregoire       | AG       | Canada      | Islanders de New York     | Stars de Lincoln (USHL)                             |
| 77   | Alexander Killorn    | C        | Canada      | Lightning de Tampa Bay    | Académie Deerfield (USHS)                           |
| 78   | Robert Bortuzzo      | D        | Canada      | Penguins de Pittsburgh    | Rangers de Kitchener (LHO)                          |
| 79   | Nick Palmieri        | AD       | États-Unis  | Devils du New Jersey      | Otters d'Érié (LHO)                                 |
| 80   | Casey Pierro-Zabotel | C        | Canada      | Penguins de Pittsburgh    | Centennials de Merritt (LHCB)                       |
| 81   | Ryan Thang           | AG       | États-Unis  | Predators de Nashville    | Fighting Irish de Notre Dame (CCHA)                 |
| 82   | Bryan Cameron        | C/AD     | Canada      | Kings de Los Angeles      | Bulls de Belleville (LHO)                           |
| 83   | Timo Pielmeier       | G        | Allemagne   | Sharks de San José        | Kölner Haie (DEL)                                   |
| 84   | Phil Desimone        | C        | États-Unis  | Capitals de Washington    | Musketeers de Sioux-City (USHL)                     |
| 85   | Brett Sonne          | C/AG     | Canada      | Blues de Saint-Louis      | Hitmen de Calgary (LHOu)                            |
| 86   | Josh Unice           | G        | États-Unis  | Blackhawks de Chicago     | Équipe nationale des États-Unis des moins de 18 ans |
| 87   | Corbin McPherson     | D        | États-Unis  | Devils du New Jersey      | Capitals de Cowichan Valley (LHCB)                  |
| 88   | Joakim Andersson     | C        | Suède       | Red Wings de Détroit      | Frölunda jr. (Suède)                                |
| 89   | Corey Tropp          | AD       | États-Unis  | Sabres de Buffalo         | Stampede de Sioux Falls (USHL)                      |
| 90   | Louie Caporusso      | C/AG     | Canada      | Sénateurs d'Ottawa        | Buzzers de St.Michael's (LHJPO)                     |
| 91   | Tyson Sexsmith       | G        | Canada      | Sharks de San José        | Giants de Vancouver (LHOu)                          |

### 4etour
| Rang | Joueur                | Position | Nationalité        | Équipe LNH                | Repêché de                                                 |
| ---- | --------------------- | -------- | ------------------ | ------------------------- | ---------------------------------------------------------- |
| 92   | Justin Vaive          | AG       | États-Unis         | Ducks d'Anaheim           | Équipe nationale des États-Unis des moins de 18 ans (USDP) |
| 93   | Steven Kampfer        | D        | États-Unis         | Ducks d'Anaheim           | Wolverines du Michigan (CCHA)                              |
| 94   | Maksim Maïorov        | A        | Russie             | Blue Jackets de Columbus  | Neftyanik Leninogorsk (Vyschaïa Liga)                      |
| 95   | Alec Martinez         | D        | États-Unis         | Kings de Los Angeles      | Buckeyes d'Ohio State (CCHA)                               |
| 96   | Cade Fairchild        | D        | États-Unis         | Blues de Saint-Louis      | Équipe nationale des États-Unis des moins de 18 ans (USDP) |
| 97   | Linus Omark           | A        | Suède              | Oilers d'Edmonton         | Luleå HF (Elitserien)                                      |
| 98   | Sebastian Stefaniszin | G        | Allemagne          | Ducks d'Anaheim           | Eisbären Berlin (DEL)                                      |
| 99   | Matt Frattin          | AD       | Canada             | Maple Leafs de Toronto    | Traders de Fort Saskatchewan (LHJA)                        |
| 100  | Travis Erstad         | C/AD     | États-Unis         | Blues de Saint-Louis      | Stars de Lincoln (USHL)                                    |
| 101  | Matt Rust             | C        | États-Unis         | Panthers de la Floride    | Équipe nationale des États-Unis des moins de 18 ans (USDP) |
| 102  | Justin McCrae         | C        | Canada             | Hurricanes de la Caroline | Blades de Saskatoon (LHOu)                                 |
| 103  | Vladimír Růžička      | C        | République tchèque | Coyotes de Phoenix        | HC Slavia Prague (Extraliga)                               |
| 104  | Ben Winnett           | AG       | Canada             | Maple Leafs de Toronto    | Silverbacks de Salmon Arm (LHCB)                           |
| 105  | Brad Malone           | C/AG     | Canada             | Avalanche du Colorado     | Stampede de Sioux Falls (USHL)                             |
| 106  | Maksim Gratchiov      | AG       | Russie             | Islanders de New York     | Océanic de Rimouski (LHJMQ)                                |
| 107  | Mitch Fadden          | C        | Canada             | Lightning de Tampa Bay    | Hurricanes de Lethbridge (LHOu)                            |
| 108  | Brett Bruneteau       | C        | États-Unis         | Capitals de Washington    | Lancers d'Omaha (USHL)                                     |
| 109  | Dwight King           | C/AG     | Canada             | Kings de Los Angeles      | Hurricanes de Lethbridge (LHOu)                            |
| 110  | Justin Falk           | D        | Canada             | Wild du Minnesota         | Chiefs de Spokane (LHOu)                                   |
| 111  | Luca Caputi           | AG       | Canada             | Penguins de Pittsburgh    | IceDogs de Mississauga (LHO)                               |
| 112  | Colton Sceviour       | C/AD     | Canada             | Stars de Dallas           | Winter Hawks de Portland (LHOu)                            |
| 113  | Kent Patterson        | G        | États-Unis         | Avalanche du Colorado     | RoughRiders de Cedar Rapids (USHL)                         |
| 114  | Ben Ryan              | C        | États-Unis         | Predators de Nashville    | Buccaneers de Des Moines (USHL)                            |
| 115  | Niklas Lucenius       | C        | Finlande           | Thrashers d'Atlanta       | Tappara Tampere (SM-Liiga)                                 |
| 116  | Keith Aulie           | D        | Canada             | Flames de Calgary         | Wheat Kings de Brandon (LHOu)                              |
| 117  | Matt Halischuk        | AD       | Canada             | Devils du New Jersey      | Rangers de Kitchener (LHO)                                 |
| 118  | Alex Grant            | D        | Canada             | Penguins de Pittsburgh    | Sea Dogs de Saint-Jean (LHJMQ)                             |
| 119  | Mark Santorelli       | C        | Canada             | Predators de Nashville    | Bruins de Chilliwack (LHOu)                                |
| 120  | Ben Blood             | D        | États-Unis         | Sénateurs d'Ottawa        | Shattuck St.Mary's HS (USHS)                               |
| 121  | Mattias Modig         | G        | Suède              | Ducks d'Anaheim           | Luleå HF (SM-Liiga)                                        |

### 5etour
| Rang | Joueur                  | Position | Nationalité        | Équipe LNH                | Repêché de                                                 |
| ---- | ----------------------- | -------- | ------------------ | ------------------------- | ---------------------------------------------------------- |
| 122  | Mario Kempe             | AD       | Suède              | Flyers de Philadelphie    | Fog Devils de Saint-Jean (LHJMQ)                           |
| 123  | Maksim Gontcharov       | D        | Russie             | Coyotes de Phoenix        | CSKA Moscou (Superliga)                                    |
| 124  | Linden Rowat            | G        | Canada             | Kings de Los Angeles      | Pats de Regina (LHOu)                                      |
| 125  | Brett Leffler           | AD       | Canada             | Capitals de Washington    | Pats de Regina (LHOu)                                      |
| 126  | Joseph Lavin            | D        | États-Unis         | Blackhawks de Chicago     | Équipe nationale des États-Unis des moins de 18 ans (USDP) |
| 127  | Milan Kytnar            | C        | Slovaquie          | Oilers d'Edmonton         | Topolcany (Extraliga Slo.)                                 |
| 128  | Austin Smith            | AD       | États-Unis         | Stars de Dallas           | The Gunnery HS (USHS)                                      |
| 129  | Jamie Benn              | AG       | Canada             | Stars de Dallas           | Grizzlies de Victoria (LHCB)                               |
| 130  | Denis Reul              | D        | Allemagne          | Bruins de Boston          | Falcons d'Heilbronn (Oberliga)                             |
| 131  | John Lee                | D        | États-Unis         | Panthers de la Floride    | Black Hawks de Waterloo (USHL)                             |
| 132  | Chris Terry             | AG       | Canada             | Hurricanes de la Caroline | Whalers de Plymouth (LHO)                                  |
| 133  | Joe Stejskal            | D        | États-Unis         | Canadiens de Montréal     | Grand Rapids HS (USHS)                                     |
| 134  | Juraj Mikúš             | D        | Slovaquie          | Maple Leafs de Toronto    | HC Dukla Trenčín (Extraliga slo.)                          |
| 135  | Paul Carey              | C        | États-Unis         | Avalanche du Colorado     | Salisbury HS (USHS)                                        |
| 136  | Ondrej Roman            | C        | République tchèque | Stars de Dallas           | Chiefs de Spokane (LHOu)                                   |
| 137  | Joshua Turnbull         | C        | États-Unis         | Kings de Los Angeles      | Black Hawks de Waterloo (USHL)                             |
| 138  | Max Campbell            | C        | Canada             | Rangers de New York       | Équipe junior B. de Strathroy                              |
| 139  | Bradley Eidsness        | G        | Canada             | Sabres de Buffalo         | Oilers d'Okotoks (LHJA)                                    |
| 140  | Cody Almond             | C        | Canada             | Wild du Minnesota         | Rockets de Kelowna (LHOu)                                  |
| 141  | Jake Muzzin             | D        | Canada             | Penguins de Pittsburgh    | Greyhounds de Sault Ste. Marie (LHO)                       |
| 142  | Andrew Conboy           | AG       | États-Unis         | Canadiens de Montréal     | Lancers d'Omaha (USHL)                                     |
| 143  | Mickey Renaud           | C        | Canada             | Flames de Calgary         | Spitfires de Windsor (LHO)                                 |
| 144  | Andreas Thuresson       | A        | Suède              | Predators de Nashville    | Malmö Redhawks (Allsvenskan)                               |
| 145  | Charles-Antoine Messier | C        | Canada             | Canucks de Vancouver      | Drakkar de Baie-Comeau (LHJMQ)                             |
| 146  | Ilia Kabloukov          | A        | Russie             | Canucks de Vancouver      | HK CSKA Moscou (Superliga)                                 |
| 147  | Jean-Simon Allard       | C        | Canada             | Sabres de Buffalo         | Fog Devils de Saint-Jean (LHJMQ)                           |
| 148  | Randy Cameron           | C        | Canada             | Red Wings de Détroit      | Wildcats de Moncton (LHJMQ)                                |
| 149  | Michael Neal            | AG       | Canada             | Stars de Dallas           | Bulls de Belleville (LHO)                                  |
| 150  | Matt Marshall           | C/AD     | États-Unis         | Lightning de Tampa Bay    | Nobles HS (USHS)                                           |
| 151  | Brett Morrison          | C        | Canada             | Flyers de Philadelphie    | Rocket de l'Île-du-Prince-Édouard (LHJMQ)                  |

### 6etour
| Rang | Joueur                 | Position | Nationalité        | Équipe LNH                | Repêché de                                                |
| ---- | ---------------------- | -------- | ------------------ | ------------------------- | --------------------------------------------------------- |
| 152  | Jonathon Kalinski      | AG       | Canada             | Flyers de Philadelphie    | Mavericks de Mankato (WCHA)                               |
| 153  | Scott Darling          | G        | États-Unis         | Coyotes de Phoenix        | Capital District (EJHL)                                   |
| 154  | Dan Dunn               | G        | Canada             | Capitals de Washington    | Dukes de Wellington (AJPO)                                |
| 155  | Jens Hellgren          | D        | Suède              | Avalanche du Colorado     | Frölunda jr. (Suède)                                      |
| 156  | Richard Greenop        | C        | Canada             | Blackhawks de Chicago     | Spitfires de Windsor (LHO)                                |
| 157  | William Quist          | A        | Suède              | Oilers d'Edmonton         | Tingsryds AIF (Division 1)                                |
| 158  | Allen York             | G        | Canada             | Blue Jackets de Columbus  | Kodiaks de Camrose (LHJA)                                 |
| 159  | Alain Goulet           | D        | Canada             | Bruins de Boston          | Tigers d'Aurora (AJPO)                                    |
| 160  | Anthony Peluso         | D        | Canada             | Blues de Saint-Louis      | Otters d'Érié (LHO)                                       |
| 161  | Patrick Maroon         | AG       | États-Unis         | Flyers de Philadelphie    | Bandits de St.Louis (NAHL)                                |
| 162  | Brett Bellemore        | D        | Canada             | Hurricanes de la Caroline | Whalers de Plymouth (LHO)                                 |
| 163  | Nichlas Torp           | D        | Suède              | Canadiens de Montréal     | HV71 jr. (Suède)                                          |
| 164  | Christopher DiDomenico | C        | Canada             | Maple Leafs de Toronto    | Sea Dogs de Saint John (LHJMQ)                            |
| 165  | Patrik Zackrisson      | A        | Suède              | Sharks de San José        | Rögle BK (Allsvenskan)                                    |
| 166  | Blake Kessel           | D        | États-Unis         | Islanders de New York     | Black Hawks de Waterloo (USHL)                            |
| 167  | Johan Harju            | AG       | Suède              | Lightning de Tampa Bay    | Luleå (Elitserien)                                        |
| 168  | Carl Hagelin           | AG       | Suède              | Rangers de New York       | Södertälje jr. (Suède)                                    |
| 169  | Radim Ostrcil          | D        | République tchèque | Bruins de Boston          | HC Vsetin (Extraliga)                                     |
| 170  | Harri Ilvonen          | D        | Finlande           | Wild du Minnesota         | Tappara jr. (Finlande)                                    |
| 171  | Dustin Jeffrey         | C        | Canada             | Penguins de Pittsburgh    | Greyhounds de Sault Ste. Marie (LHO)                      |
| 172  | Luke Gazdic            | AG       | Canada             | Stars de Dallas           | Otters d'Érié (LHO)                                       |
| 173  | Nick Bonino            | C        | États-Unis         | Sharks de San José        | Avon Old Farms HS (USHS)                                  |
| 174  | Robert Dietrich        | D        | Allemagne          | Predators de Nashville    | DEG Metro Stars (DEL)                                     |
| 175  | John Albert            | C        | États-Unis         | Thrashers d'Atlanta       | Équipe nationale des États-Unis des mons de 18 ans (USDP) |
| 176  | Taylor Matson          | C        | États-Unis         | Canucks de Vancouver      | Buccaners de Des Moines (USHL)                            |
| 177  | Vili Sopanen           | A        | Finlande           | Devils du New Jersey      | Pelicans Lahti (SM-Liiga)                                 |
| 178  | Zack Torquato          | C        | Canada             | Red Wings de Détroit      | Otters d'Érié (LHO)                                       |
| 179  | Paul Byron             | C        | Canada             | Sabres de Buffalo         | Olympiques de Gatineau (LHJMQ)                            |
| 180  | Justin Taylor          | C        | Canada             | Capitals de Washington    | Knights de London (LHO)                                   |
| 181  | Corey Syvret           | D        | Canada             | Panthers de la Floride    | Storm de Guelph (LHO)                                     |

### 7etour
| Rang | Joueur                | Position | Nationalité | Équipe LNH               | Repêché de                                                 |
| ---- | --------------------- | -------- | ----------- | ------------------------ | ---------------------------------------------------------- |
| 182  | Brad Phillips         | G        | États-Unis  | Flyers de Philadelphie   | Équipes national des États-Unis des moins de 18 ans (USDP) |
| 183  | Torrie Jung           | G        | Canada      | Lightning de Tampa Bay   | Rockets de Kelowna (LHOu)                                  |
| 184  | Josh Kidd             | D        | Canada      | Kings de Los Angeles     | Otters d'Érié (LHO)                                        |
| 185  | Nick Larson           | C        | États-Unis  | Capitals de Washington   | Lancers d'Omaha (USHL)                                     |
| 186  | C.J. Severyn          | AG       | États-Unis  | Flames de Calgary        | Équipe nationale des États-Unis des moins de 18 ans (USDP) |
| 187  | Nick Eno              | G        | États-Unis  | Sabres de Buffalo        | Green Mountain (EJHL)                                      |
| 188  | Matt Fillier          | C/AG     | Canada      | Kings de Los Angeles     | Fog Devils de Saint-Jean (LHJMQ)                           |
| 189  | Jordan Knackstedt     | AD       | Canada      | Bruins de Boston         | Warriors de Moose Jaw (LHOu)                               |
| 190  | Trevor Nill           | C        | États-Unis  | Blues de Saint-Louis     | Compuware de Détroit (USHS)                                |
| 191  | Ryan Watson           | AG       | Canada      | Panthers de la Floride   | Équipe Junior B de Cambridge                               |
| 192  | Scott Kishel          | D        | États-Unis  | Canadiens de Montréal    | Virginia HS (USHS)                                         |
| 193  | David Skokan          | C        | Slovaquie   | Rangers de New York      | Océanic de Rimouski (LHJMQ)                                |
| 194  | Carl Gunnarsson       | D        | Suède       | Maple Leafs de Toronto   | Linköpings HC (Elitserien)                                 |
| 195  | Johan Alcen           | A        | Suède       | Avalanche du Colorado    | Brynäs IF (Elitserien)                                     |
| 196  | Simon Lacroix         | D        | Canada      | Islanders de New York    | Cataractes de Shawinigan (LHJMQ)                           |
| 197  | Michael Ward          | D        | Canada      | Lightning de Tampa Bay   | Maineiacs de Lewiston (LHJMQ)                              |
| 198  | Danny Hobbs           | C/AD     | Canada      | Rangers de New York      | Blue Jackets jr. de l'Ohio (USHL)                          |
| 199  | Andrew Glass          | AG       | États-Unis  | Capitals de Washington   | Nobles Prep HS (USHS)                                      |
| 200  | Carson McMillan       | AD       | Canada      | Wild du Minnesota        | Hitmen de Calgary (LHOu)                                   |
| 201  | Justin Braun          | D        | États-Unis  | Sharks de San José       | Minutemen du Massachusetts (HE)                            |
| 202  | Sergueï Gaïdoutchenko | G        | Russie      | Panthers de la Floride   | Lokomotiv Iaroslavl (Pervaïa Liga)                         |
| 203  | Frazer McLaren        | AG       | Canada      | Sharks de San José       | Winter Hawks de Portland (LHOu)                            |
| 204  | Atte Engren           | G        | Finlande    | Predators de Nashville   | Lukko Rauma (SM-Liiga)                                     |
| 205  | Paul Postma           | D        | Canada      | Thrashers d'Atlanta      | Broncos de Swift Current (LHOu)                            |
| 206  | Dan Gendur            | AD       | Canada      | Canucks de Vancouver     | Silvertips d'Everett (LHOu)                                |
| 207  | Ryan Molle            | D        | Canada      | Devils du New Jersey     | Broncos de Swift Current (LHOu)                            |
| 208  | Bryan Rufenach        | D        | Canada      | Red Wings de Détroit     | Muskies de Lindsay (AJPO)                                  |
| 209  | Drew Mackenzie        | D        | États-Unis  | Sabres de Buffalo        | Taft HS (USHS)                                             |
| 210  | Justin Courtnall      | AG       | Canada      | Lightning de Tampa Bay   | Express de Burnaby (LHCB)                                  |
| 211  | Trent Vogelhuber      | AD       | États-Unis  | Blue Jackets de Columbus | St. Charles (NAHL)                                         |